# Юконский центр искусств
Юконский центр искусств (англ. Yukon Arts Centre) — центр искусств и галерея, расположенные в городе Уайтхорс в Юконе, Канада. Открытый в мае 1992 года, центр искусств состоит из театра на 428 мест и художественной галереи площадью 390 м², которые используются для проведения художественных представлений и выставок. Постоянная коллекция изобразительного искусства этого центра содержит более 100 произведений художников из Северной Канады.

## История
До завершения строительства Юконского центра искусств музыкальные и театральные представления в Уайтхорсе обычно проводились в заимствованных помещениях и площадках; в том числе и в здании местного суда, и в спортзале местной средней школы. В 1980 году было создано Северное общество искусств Канады, чтобы защищать федеральный, территориальный и муниципальные органы власти центр искусств в Белая лошадь.
После почти десятилетнего лоббирования все три уровня правительства обеспечили 9 канадских долларов миллионов на создание нового центра искусств. Первоначально для центра искусств были предложены два места на берегу реки в центр города Уайтхорс, или рядом с Юконским колледжем (позже реорганизован в Юконский университет). Место, прилегающее к колледжу, было выбрано после того, как правительство территории предоставило гарантии, что оно покроет расходы на содержание центра и эксплуатацию здания, если оно будет там расположено. В 1988 году правительство территории приняло Закон о Центре искусств, который подтвердил, что территориальное правительство будет владеть объектом, на котором работает арт-центр, и будет оплачивать содержание здания. Юконский центр искусств был официально открыт для посещения 29 мая 1992 года.

## Строительство
В 2007 году в центре искусств прошли художественные представления в Старом пожарном зале в центре Уайтхорса. Учитывая успех, достигнутый центром искусств в Старом пожарном зале, в апреле 2008 года Центр искусств Юкона объявил о партнерстве с Торговой палатой Уайтхорса, чтобы использовать Старый пожарный зал в качестве круглогодичного места для проведения выставок, организованных центр искусств.

## Операции
Ряд художественных выставок, связанных с музыкой, исполнительским искусством и изобразительным искусством, организован и проводится в Центре искусств Юкона; включая несколько передвижные выставки. Центр искусств также финансирует несколько других программ, в том числе художник-резидент программа в центре искусств, известном как @YAC Резиденция.

### Постоянная коллекция
Помимо экспонирования визуальных работ с передвижных выставок, в арт-центре также есть постоянная коллекция, которая включает более 100 работ художников из разных стран. Северная Канада. Постоянную коллекцию начал художественный центр в 1995 году. Примерно 80 процентов коллекции центра искусств хранится в хранилище с контролируемым климатом, хотя вся коллекция была доступна для просмотра в Интернете с декабря 2016 года. Среди художников, чьи работы находятся в постоянной коллекции арт-центра, Дженин Фрей Нджотли.

## Комментарии
1. ↑  В течение 2018–2019 финансового года Юконский центр искусств посетили в общей сложности 85 011 человек. В 2019—2020 году художественную галерею Юконского центра искусств посетили 51 918 человек, театральные представления — 47 713 человек[1].